# Sergej Petrovič Alekseev
Sergej Petrovič Alekseev (in russo Сергей Петрович Алексеев?; 13 settembre 1896 – Mosca, 2 febbraio 1969) è stato un regista sovietico.

## Filmografia parziale

### Regista
- Pravda - chorošo, a sščast'e lučše (1951)
- Evgenija Grande (1960)